# 19570 Джесідуглас
19570 Джесідуглас (19570 Jessedouglas) — астероїд головного поясу, відкритий 13 червня 1999 року.
Тіссеранів параметр щодо Юпітера — 3,516.